# Randl
Randl je priimek več znanih Slovencev: 
- Matija Randl (1847—1927), rimskokatoliški duhovnik in narodni buditelj
- Tina Randl (*1978), rokometašica